# (1015) Christa
Pour les articles homonymes, voir Christa.
(1015) Christa est un astéroïde de la ceinture principale découvert le 31 janvier 1924 par l'astronome allemand Karl Reinmuth.
Sa désignation provisoire était 1924 QF.
Sa distance minimale d'intersection de l'orbite terrestre est de 1,968430 ua.